# Johann Christoph Eckenberger
Johann Christoph Eckenberger (* 1644 in Regensburg; † 1685) war ein deutscher evangelischer Pfarrer.

## Leben
Eckenberger war in den Jahren 1664, 1665 und 1666 Defendent in Straßburg und im Jahr 1667 Defendent in Tübingen. Danach war als Pastor in Schopfloch (1668), Dürrenzimmern (1672) und Deiningen (1675) tätig. Ab 1681 war er Prediger in Regensburg.

## Werke (Auswahl)
- mit Balthasar Bebel: Ecclesia Noachica Evangelica homypsēphos: ex Geneseos capp. VI, VII, VIII, IX, X, XI Eruta Et Antiquitate Illustrata. Pastor, 1665, 48 Seiten
- mit Sebastian Schmidt: Disputatio Theologica De Operibus Supererogationis. Pastorius, 1666, 34 Seiten
- mit Christoph Wölfflin und Melchior Nicolai: Aliquis character, quo B. Lutherus tanquam symboli apostolici falsator a Forero Jes. 1667
- mit Albrecht Ernst, Fürst zu Oettingen, H. I. Jakob Schollenberger: Evangelischer Lebens-Weg/ Oder: Der Weg vom Leben zum Leben: Darinnen schöne/ außerlesene/ andächtige Gebet auff das gantze Jahr ... begriffen sind/ mit welchen sich ein jeder frommer Christ ... laben und auffrichten kan .... Dalnsteiner, 1676, 1528 Seiten
- Abriß, Eines rechtschaffenen Jesum liebhabenden Christens Aus den Worten der gottseeligen Prophetin Deborae: Genommen aus dem Buch der Richter, Cap. 15. v. 31. Die Ihn liebhaben, müssen seyn, wie die Sonne aufgeht in ihrer Macht. Bey hochansehnlicher, volckreicher und höchst-leidiger Erden-Bestattung, Deß weyland ... Johann Andreas Würth, Deß Innern Rahts ... in den Druck gegeben. Dalnsteiner, 1684, 32 Seiten